# Prosetín (Pardubice)
Prosetín é uma comuna checa localizada na região de Pardubice, distrito de Chrudim.